# Obedience
Obedience – minialbum szwedzkiego zespołu black metalowego Marduk. Wydawnictwo ukazało się w marcu 1999 roku nakładem wytwórni muzycznej Blooddawn Productions. Nagrania zostały zarejestrowane w październiku 1999 roku w Abyss Studio w Szwecji. Na albumie nie znalazły się informacje dotyczące tego kto jest jego producentem.

## Lista utworów
Opracowano na podstawie materiału źródłowego.
1. „Obedience” - 3:31
2. „Funeral Bitch” - 4:04
3. „Into the Crypts of Rays” (Cover Celtic Frost) – 4:08

## Skład zespołu
Opracowano na podstawie materiału źródłowego.
- Legion – śpiew
- Evil – gitara
- B. War – gitara basowa
- Fredrik Andersson – perkusja